# Siehe zu, daß deine Gottesfurcht nicht Heuchelei sei
Siehe zu, daß deine Gottesfurcht nicht Heuchelei sei, BWV 179, ist eine Kirchenkantate von Johann Sebastian Bach, geschrieben 1723 in Leipzig für den elften Sonntag nach Trinitatis, den 8. August 1723.

## Geschichte und Text
Bach schrieb die Kantate in seinem ersten Jahr in Leipzig, das er am ersten Sonntag nach Trinitatis begonnen hatte, für den elften Sonntag nach Trinitatis, den 8. August 1723. Alfred Dürr vermutet, dass im selben Gottesdienst auch Mein Herze schwimmt im Blut BWV 199, komponiert für denselben Anlass in Weimar, aufgeführt wurde. Die vorgeschriebenen Lesungen sind 1 Kor 15,1–10  und Lk 18,9–14 , das Gleichnis vom Pharisäer und Zöllner. Der unbekannte Kantatendichter hielt sich eng an die Lesung und zeigte Gelehrsamkeit durch Anspielungen auf viele Bibelstellen. Der Eingangschor vertont Sir 1,29 . Der Schlusschoral ist die erste Strophe von Ich armer Mensch, ich armer Sünder von Christian Tietze (1663).

## Besetzung und Struktur
Die Kantate ist gesetzt für drei Solisten, Sopran, Tenor und Bass, einen vierstimmigen Chor, zwei Oboe da caccia, zwei Violinen, Viola, und Basso continuo.
1. Coro: Siehe zu, daß deine Gottesfurcht nicht Heuchelei sei
2. Recitativo (Tenor): Das heutge Christentum ist leider schlecht bestellt
3. Aria (Tenor, Oboen, Violine): Falscher Heuchler Ebenbild
4. Recitativo (Bass): Wer so von innen wie von außen ist
5. Aria (Sopran, Oboen): Liebster Gott, erbarme dich
6. Choral: Ich armer Mensch, ich armer Sünder

## Musik
Im Eingangschor verdoppeln die Instrumente in motettischer Weise die Stimmen. Die Worte sind in strenger Gegenfuge gesetzt, auf jeden Themeneinsatz folgt einer in der Umkehrung. Die Folge wird beschlossen mit einem Quintkanon auf ein neues Thema, das die Worte und diene Gott nicht mit einem falschen Herzen chromatisch ausdeutet. Es folgt ein zweiter Fugenabschnitt mit Engführungen.
Ein Secco-Rezitativ bereitet die erste Arie vor. Die beiden Oboen da caccia und die erste Violine begleiten den Tenor in synkopischen Motiven, die die Singstimme im ersten Teil selbst aufnimmt. Es ist keine Da-capo-Arie, nur das Eingangs-Ritornell wird zum Schluss wiederholt. Die letzten Worte des zweiten Rezitativs enden wie ein Arioso, um hervorzuheben: So kannst du Gnad und Hilfe finden!. Die Sopran-Arie ist ein Gebet, Liebster Gott, erbarme dich, begleitet von den beiden Oboen da caccia in flehender Gebärde.
Der Schlusschoral wird auf die Melodie von Wer nur den lieben Gott läßt walten gesungen, die Bach auch in seiner gleichnamigen Choralkantate, BWV 93 verwendete.
Bach benutzte die Musik des Eingangschors später für das Kyrie seiner Missa G-Dur BWV 236. Die beiden Arien verwendete er für Quoniam, ebenfalls in der Missa G-Dur, und Qui tollis im Gloria seiner Missa A-Dur BWV 234.

## Einspielungen
- Die Bach Kantate Vol. 46, Helmuth Rilling, Gächinger Kantorei, Bach-Collegium Stuttgart, Arleen Augér, Kurt Equiluz, Wolfgang Schöne, Hänssler 1974
- Bach Cantatas Vol. 4 - Sundays after Trinity I, Karl Richter, Münchener Bach-Chor, Münchener Bach-Orchester, Edith Mathis, Peter Schreier, Dietrich Fischer-Dieskau, Archiv Produktion 1977[3]
- J.S. Bach: Das Kantatenwerk – Sacred Cantatas Vol. 9, Nikolaus Harnoncourt, Tölzer Knabenchor, Concentus Musicus Wien, Solist des Tölzer Knabenchors, Kurt Equiluz, Robert Holl, Teldec 1988
- J.S. Bach: Complete Cantatas Vol. 6, Ton Koopman, Amsterdam Baroque Orchestra & Choir, Ruth Ziesak, Paul Agnew, Klaus Mertens, Antoine Marchand 1997
- J.S. Bach: Cantatas Vol. 10, Masaaki Suzuki, Bach Collegium Japan, Miah Persson, Makoto Sakurada, Peter Kooij, BIS 1999[3]
- J.S. Bach: Trinity Cantatas II, John Eliot Gardiner, Monteverdi Choir, English Baroque Soloists, Magdalena Kožená, Mark Padmore, Stephan Loges, Archiv Produktion 2000
- J.S. Bach: Cantatas for the Complete Liturgical Year Vol. 5, Sigiswald Kuijken, La Petite Bande, Gerlinde Sämann, Jan Kobow, Jan van der Crabben, Accent 2006